# Auburntown
Auburntown est une municipalité américaine située dans le comté de Cannon au Tennessee.
Selon le recensement de 2010, Auburntown compte 269 habitants. La municipalité s'étend sur 0,57 milles carrés (1,48 km2).
La localité est d'abord appelée Poplar Stand, en référence à ses nombreux peupliers (en anglais : poplar trees). Elle est renommée Auburn par un groupe de colons originaire d'Auburn (New York). Elle est finalement renommée Auburntown par la poste, qui semblait estimer qu'il y avait trop de villes appelées Auburn. Auburntown devient une municipalité en 1949.